# Дискография Roxette
Дискография шведской рок-группы Roxette включает в себя 9 студийных альбомов, 46 синглов, 8 видеоальбомов, 13 сборников.
Дебютный альбом Pearls of Passion, изданный в 1986 году, был успешным в Швеции, однако в остальной части мира он остался незамеченным. Второй альбом Look Sharp!, выпущенный в 1988 году, возглавил чарты Швеции и Норвегии, получил шестикратный платиновый статус в Канаде, а также стал вторым бестселлером на родине коллектива. Синглы «The Look» и «It Must Have Been Love» заняли 1 места во многих хит-парадах мира. Третий альбом Joyride (1991) достиг первой строчки чартов, в шести странах мира. Мировой тираж альбома составил более 11 миллионов экземпляров. Одноимённый сингл с пластинки достиг первой позиции в 10 чартах. Следующий диск — Tourism — состоял из песен, записанных группой в различных студиях, концертных площадках и гостиничных номерах во время мирового турне Join the Joyride. Он стал платиновым в четырёх странах, а всемирные продажи диска составили 6 миллионов экземпляров. Crash! Boom! Bang! был издан в 1994 году и стал успешным в Швеции и в Европе, хотя по сравнению с предыдущими альбомами группы, тираж Crash! Boom! Bang! составил всего 1 миллион экземпляров. Компиляция 1995 года Don't Bore Us, Get to the Chorus!, стала очень успешной и разошлась тиражом в 6 миллионов экземпляров. В 1996 году состоялся релиз сборника Baladas en Español, радушно принятого в испаноговорящих странах. В 1999 году Roxette выпустили альбом Have a Nice Day. В 2001 году коллектив издал альбом Room Service, который получил смешанные отзывы от критиков. В 2002 — 2003 годах музыканты представили публике два новых сборника The Ballad Hits и The Pop Hits, куда кроме старых композиций вошли совершенно новые треки. Charm School был выпущен в 2011 году и включен журналом Spin в список 20 лучших альбомов 2011 года. Последний на данный момент альбом Travelling — сиквел диска Tourism — вышел в 2012 году.
В общей сложности коллектив продал 60 миллионов экземпляров своих записей по всему миру. Кроме этого, Roxette являются второй коммерчески успешной группой в Швеции после ABBA.

## Студийные альбомы
| 1986                                                                       | Pearls of Passion - Дата выхода: 31 октября - Лейбл: EMI - Форматы: LP, CD                               | —  | —  | —  | —     | —  | —  | — | —  | — | —  | —  | —  | —  | —  | —  | —   | —  | —  | 2 | —  | |
| 1988                                                                       | Look Sharp! - Дата выхода: 19 октября - Лейбл: EMI - Форматы: LP, CD, CS                                 | 2  | 3  | —  | —     | 4  | —  | 7 | —  | — | —  | —  | 5  | 17 | 12 | 1  | 23  | —  | 2  | 1 | 85 | Список - АВТ: 2×Платиновый - ВЕЛ: Платиновый - ГЕР: 2×Платиновый - ИСП: Платиновый - КАН: 6×Платиновый - ФИН: Платиновый - СОЕ: Платиновый - ШВА: 2×Платиновый - ШВЕ: 3x Платиновый |
| 1991                                                                       | Joyride - Дата выхода: 28 марта - Лейбл: EMI - Форматы: LP, CD, CS, MD                                   | 2  | 1  | —  | —     | 2  | 4  | 1 | —  | — | —  | —  | 1  | 4  | 4  | 1  | 12  | —  | 1  | 1 | 12 | Список - АВТ: 3×Платиновый - ВЕЛ: 2×Платиновый - ГЕР: 7×Золотой - ИСП: 2×Платиновый - КАН: 5×Платиновый - ФИН: 2×Платиновый - СОЕ: Платиновый - ШВА: 4×Платиновый - ШВЕ: Золотой    |
| 1992                                                                       | Tourism - Дата выхода: 28 августа - Лейбл: EMI - Форматы: 2xLP, CD, CS, DCC                              | 3  | 2  | —  | —     | 2  | 4  | 1 | —  | 1 | 5  | 10 | 18 | 2  | 27 | 1  | 117 | —  | 1  | 1 | 13 | Список - АВТ: Платиновый - ВЕЛ: Золотой - ГЕР: 3х Золотой - ИСП: Платиновый - КАН: Платиновый - ФИН: Золотой - ШВА: Платиновый - ШВЕ: Платиновый                                    |
| 1994                                                                       | Crash! Boom! Bang! - Дата выхода: 9 апреля - Лейбл: EMI - Форматы: CD, CS                                | 3  | 3  | 6  | 5     | 3  | 9  | 2 | 3  | 1 | 8  | 14 | 26 | 6  | —  | 6  | —   | 2  | 1  | 1 | 8  | Список - АВТ: Платиновый - ВЕЛ: Серебряный - ГЕР: Платиновый - ЕВР: Платиновый - ИСП: Платиновый - ПОЛ: Золотой - ФИН: Платиновый - ШВА: Платиновый - ШВЕ: Золотой                  |
| 1999                                                                       | Have a Nice Day - Дата выхода: 19 марта - Лейблы: EMI, Roxette Recordings - Форматы: CD, MD              | —  | 3  | —  | 1/15  | 28 | 14 | 2 | 6  | 2 | 2  | 15 | —  | 12 | —  | 6  | —   | 8  | 2  | 1 | 19 | Список - АВТ: Золотой - ГЕР: Золотой - ИСП: Платиновый - НОР: Золотой - ШВА: Платиновый - ШВЕ: Платиновый                                                                           |
| 2001                                                                       | Room Service - Дата выхода: 3 апреля - Лейблы: EMI, Roxette Recordings - Форматы: CD, CS                 | —  | 4  | —  | 1     | —  | 18 | 3 | 11 | 3 | 5  | —  | —  | 80 | —  | 7  | —   | 10 | 2  | 1 | 34 | Список - ГЕР: Золотой - ИСП: Золотой - ФИН: Золотой - ШВА: Золотой - ШВЕ: Платиновый                                                                                                |
| 2011                                                                       | Charm School - Дата выхода: 11 февраля - Лейблы: Roxette Recordings, Capitol Records - Форматы: 2xCD, LP | 49 | 2  | 1  | 27/57 | —  | 16 | 1 | 11 | — | 14 | —  | —  | 21 | —  | 26 | —   | 22 | 1  | 2 | —  | Список - ГЕР: Золотой - ШВА: Золотой - ШВЕ: Золотой |
| 2012                                                                       | Travelling - Дата выхода: 23 марта - Лейблы: Roxette Recordings, Capitol Records - Форматы: 2xLP, CD     | —  | 15 | 13 | —     | —  | 34 | 7 | 30 | — | 32 | —  | —  | 32 | —  | 36 | —   | 27 | 12 | 7 | —  | Список - ШВЕ: Золотой |
| Знак «—» означает, что альбом не попал в чарт или не был выпущен в стране. | |    |    |    |       |    |    |   |    |   |    |    |    |    |    |    |     |    |    |   |    | |

## Сборники
| 1993                                                                       | Golden Hits - Дата выхода: - Лейбл: China Record Shanghai Corporation (CRSC) - Формат: CD                                                                 | —  | —  | —     | —  | —  | —  | — | —  | — | —  | —  | —  | —  | —  | —  | —  | —  | |
| 1995                                                                       | Rarities - Дата выхода: 17 февраля - Лейбл: EMI - Форматы: CD, CS                                                                                         | —  | —  | —     | —  | —  | —  | — | —  | — | —  | —  | —  | —  | —  | —  | —  | —  | |
| 1995                                                                       | Don’t Bore Us, Get to the Chorus! - Дата выхода: 20 октября - Лейбл: EMI - Форматы: 2xLP, CD, HDCD                                                        | 10 | 4  | 4/13  | 5  | 7  | 3  | 3 | 8  | 7 | 12 | 8  | 14 | 1  | 2  | 2  | 2  | 19 | Список - АВТ: Золотой - БРА: Золотой - ВЕЛ: Платиновый - ГЕР: Платиновый - ЕВР: Платиновый - ИСП: Платиновый - КАН: Золотой - ПОЛ: Золотой - ФИН: Платиновый - ШВА: Платиновый - ШВЕ: Платиновый |
| 1996                                                                       | Baladas en Español - Дата выхода: 2 декабря - Лейбл: EMI - Формат: CD                                                                                     | —  | —  | —     | —  | —  | —  | — | 53 | — | —  | —  | —  | 6  | —  | —  | —  | —  | Список - БРА: Платиновый - ИСП: 2×Платиновый |
| 1998                                                                       | The Greatest - Дата выхода: 28 марта - Лейбл: Toshiba EMI Ltd - Формат: CD                                                                                | —  | —  | —     | —  | —  | —  | — | —  | — | —  | —  | —  | —  | —  | —  | —  | —  | |
| 2002                                                                       | The Ballad Hits - Дата выхода: 4 ноября - Лейбл: Capitol Records - Формат: 2xCD                                                                           | —  | 16 | —     | 11 | 10 | 3  | — | —  | — | 4  | —  | 8  | 21 | 15 | 8  | 5  | —  | Список - БРА: Платиновый - ВЕЛ: Серебряный - ШВА: Золотой - ШВЕ: Золотой |
| 2003                                                                       | The Pop Hits - Дата выхода: 24 марта - Лейбл: Capital Records - Формат: CD                                                                                | —  | 32 | —     | —  | 22 | 17 | — | —  | — | 27 | —  | 13 | —  | 40 | 27 | 16 | —  | Список - БРА: Платиновый |
| 2003                                                                       | The Pop & Ballad Hits & The Complete Video Collection - Дата выхода: 24 ноября - Лейблы: EMI, Capitol Records - Формат: 2xCD (+DVD)                       | —  | —  | —     | —  | —  | —  | — | —  | — | —  | —  | —  | —  | —  | —  | —  | —  | |
| 2006                                                                       | A Collection of Roxette Hits: Their 20 Greatest Songs! - Дата выхода: 18 октября - Лейблы: Capitol Records, Roxette Recordings - Форматы: CD (+DVD), HDCD | 17 | 8  | 17/75 | 22 | 21 | 9  | — | 25 | — | 48 | —  | 7  | —  | 40 | 7  | 2  | —  | Список - ВЕЛ: Золотой - ИРЯ: Платиновый - ШВА: Золотой - ШВЕ: Золотой |
| 2011                                                                       | Greatest Hits - Дата выхода: - Лейбл: Roxette Recordings - Формат: CD                                                                                     | —  | —  | —     | —  | —  | —  | — | —  | — | —  | —  | —  | —  | —  | —  | —  | —  | Список - ГЕР: Золотой |
| 2011                                                                       | Collection — Tour Brasil - Дата выхода: - Лейбл: EMI - Формат: CD                                                                                         | —  | —  | —     | —  | —  | —  | — | —  | — | —  | —  | —  | —  | —  | —  | —  | —  | |
| 2012                                                                       | It’s Possible - Дата выхода: 25 июня - Лейбл: Roxette Recordings - Формат: CD                                                                             | —  | —  | —     | —  | —  | —  | — | —  | — | —  | —  | —  | —  | —  | —  | —  | —  | |
| 2014                                                                       | The 30 Biggest Hits - Дата выхода: - Лейбл: Warner Bros. Records - Формат: 2xCD                                                                           | 27 | —  | —     | —  | —  | —  | — | —  | — | —  | 38 | —  | —  | —  | —  | —  | —  | |
| Знак «—» означает, что альбом не попал в чарт или не был выпущен в стране. | |    |    |       |    |    |    |   |    |   |    |    |    |    |    |    |    |    | |

## Бокс-сеты
| 2006                                                                       | The Rox Box (Roxette 86-06) - Дата выхода: 31 октября - Лейблы: Roxette Recordings, Capitol Records - Формат: 4xCD (+DVD) | — | — | — | — | — | — | — | — | — | 20 |  |
| Знак «—» означает, что альбом не попал в чарт или не был выпущен в стране. | |   |   |   |   |   |   |   |   |   |    |  |

## Ремиксы
| 1987                                                                       | Dance Passion (The Remix Album) - Дата выхода: 27 марта - Лейбл: EMI - Формат: LP | — | — | — | — | — | — | — | — | — | 19 |  |
| Знак «—» означает, что альбом не попал в чарт или не был выпущен в стране. |                                                                                   |   |   |   |   |   |   |   |   |   |    |  |

## Синглы
| 1986                                                                      | «Neverending Love»                                          | —  | —  | —     | —  | —  | —  | — | —  | —  | —  | —  | —  | —  | —  | —   | —  | —  | —  | 3  |                                                                                      | Pearls of Passion                                      |
| 1986                                                                      | «Goodbye to You»                                            | —  | —  | —     | —  | —  | —  | — | —  | —  | —  | —  | —  | —  | —  | —   | —  | —  | —  | 9  |                                                                                      | Pearls of Passion                                      |
| 1986                                                                      | «I Call Your Name»                                          | —  | —  | —     | —  | —  | —  | — | —  | —  | —  | —  | —  | —  | —  | —   | —  | —  | —  | —  |                                                                                      | Pearls of Passion                                      |
| 1987                                                                      | «It Must Have Been Love (Christmas For The Broken Hearted)» | —  | —  | —     | —  | 4  | —  | — | —  | —  | —  | —  | —  | —  | —  | —   | —  | —  | —  | 4  |                                                                                      |                                                        |
| 1987                                                                      | «Soul Deep»                                                 | —  | —  | —     | —  | —  | —  | — | —  | —  | —  | —  | —  | —  | —  | —   | —  | —  | —  | 18 |                                                                                      | Pearls of Passion                                      |
| 1988                                                                      | «The Look»                                                  | 1  | 2  | 3     | 7  | 1  | 10 | 1 | 3  | 2  | 2  | 1  | 1  | —  | 1  | 12  | 1  | —  | 1  | 6  | Список - КАН: Золотой - СОЕ: Золотой - ШВЕ: Золотой                                  | Look Sharp!                                            |
| 1988                                                                      | «Dressed for Success»                                       | 3  | 6  | 23    | 48 | 16 | 14 | — | 14 | —  | 36 | —  | —  | —  | —  | —   | 14 | —  | 4  | 2  | Список - КАН: Золотой - ШВЕ: Золотой                                                 | Look Sharp!                                            |
| 1988                                                                      | «Listen to Your Heart»                                      | 10 | 2  | 3     | 62 | 7  | 5  | — | 18 | 1  | 5  | 11 | —  | —  | —  | —   | 1  | 2  | 8  | 3  | Список - АВТ: Золотой - ШВЕ: Золотой                                                 | Look Sharp!                                            |
| 1988                                                                      | «Chances»                                                   | —  | —  | —     | —  | —  | —  | — | —  | —  | —  | —  | —  | —  | —  | —   | —  | —  | —  | —  |                                                                                      | Look Sharp!                                            |
| 1988                                                                      | «Dangerous»                                                 | 9  | 8  | 21    | —  | 8  | —  | — | 26 | 2  | 12 | 12 | —  | —  | —  | —   | 2  | 21 | 10 | 9  |                                                                                      | Look Sharp!                                            |
| 1990                                                                      | «It Must Have Been Love»                                    | 1  | 3  | 3     | 3  | —  | 5  | — | 13 | 1  | 2  | 2  | 1  | 1  | —  | 170 | 1  | 2  | 1  | —  | Список - АВТ: Золотой - ВЕЛ: Серебряный - ГЕР: Золотой - СОЕ: Золотой - ШВЕ: Золотой | Pretty Woman (саундтрек)                               |
| 1991                                                                      | «Joyride»                                                   | 1  | 1  | 1     | 4  | 1  | 9  | — | 4  | 1  | 1  | 3  | 1  | 3  | —  | 39  | 1  | 21 | 1  | 1  | Список - АВТ: Золотой - ГЕР: Золотой - КАН: Золотой - ШВЕ: Золотой                   | Joyride                                                |
| 1991                                                                      | «Fading Like a Flower (Every Time You Leave)»               | 7  | 6  | 5     | 12 | 5  | 4  | — | 12 | 2  | 7  | 22 | 4  | —  | —  | —   | 2  | 5  | 3  | 5  |                                                                                      | Joyride                                                |
| 1991                                                                      | «The Big L»                                                 | 20 | 11 | 9     | 21 | 13 | 9  | — | —  | —  | 15 | 34 | —  | —  | —  | 24  | —  | —  | 13 | 10 |                                                                                      | Joyride                                                |
| 1991                                                                      | «Spending My Time»                                          | 16 | 16 | 11    | 22 | 9  | 23 | — | 12 | 9  | 26 | 31 | —  | —  | —  | —   | 32 | 20 | 15 | 11 |                                                                                      | Joyride                                                |
| 1992                                                                      | «Church of Your Heart»                                      | —  | 24 | 35    | 21 | 28 | 24 | — | —  | 11 | 59 | 47 | —  | 14 | —  | —   | 36 | 24 | —  | 21 |                                                                                      | Joyride                                                |
| 1992                                                                      | «How Do You Do!»                                            | 13 | 2  | 2     | 13 | 2  | 15 | — | —  | 12 | 2  | 37 | 1  | 5  | —  | —   | 58 | —  | 2  | 2  | Список - ШВЕ: Золотой                                                                | Tourism                                                |
| 1992                                                                      | «Queen of Rain»                                             | —  | —  | 14    | 28 | 19 | —  | — | —  | 47 | 20 | —  | —  | —  | —  | —   | —  | —  | 27 | 12 |                                                                                      | Tourism                                                |
| 1993                                                                      | «Fingertips '93»                                            | —  | —  | 29    | —  | 45 | —  | — | —  | —  | 32 | —  | —  | —  | —  | —   | —  | —  | —  | 39 |                                                                                      | Tourism                                                |
| 1993                                                                      | «Almost Unreal»                                             | 17 | 20 | 23    | 7  | 20 | 5  | — | —  | 29 | 31 | —  | 6  | —  | —  | —   | 94 | —  | 15 | 8  |                                                                                      | Super Mario Bros. (саундтрек)                          |
| 1993                                                                      | «It Must Have Been Love» (переиздание)                      | —  | —  | —     | 10 | —  | 10 | — | —  | —  | —  | —  | —  | —  | —  | —   | —  | —  | —  | —  |                                                                                      | Pretty Woman (саундтрек)                               |
| 1994                                                                      | «Sleeping in My Car»                                        | 18 | 6  | 4     | 14 | 11 | 16 | — | —  | 2  | 19 | 20 | 3  | —  | 2  | —   | 50 | —  | —  | 1  | Список - ШВЕ: Золотой                                                                | Crash! Boom! Bang!                                     |
| 1994                                                                      | «Crash! Boom! Bang!»                                        | —  | 19 | 14    | 26 | 31 | —  | — | —  | 27 | 23 | 50 | —  | —  | —  | —   | —  | —  | —  | 17 |                                                                                      | Crash! Boom! Bang!                                     |
| 1994                                                                      | «Fireworks»                                                 | —  | 18 | 24    | 30 | 51 | —  | — | —  | 60 | 41 | —  | —  | —  | —  | —   | —  | —  | —  | 34 |                                                                                      | Crash! Boom! Bang!                                     |
| 1994                                                                      | «Run to You»                                                | 49 | —  | 33    | 27 | 51 | —  | — | —  | —  | —  | —  | —  | —  | —  | —   | —  | —  | 31 | —  |                                                                                      | Crash! Boom! Bang!                                     |
| 1995                                                                      | «Vulnerable»                                                | —  | —  | —     | 44 | 71 | —  | — | —  | —  | —  | —  | —  | —  | —  | —   | —  | —  | —  | 12 |                                                                                      | Crash! Boom! Bang!                                     |
| 1995                                                                      | «The Look '95»                                              | —  | —  | —     | 28 | —  | —  | — | —  | —  | —  | —  | —  | —  | —  | —   | —  | —  | —  | —  |                                                                                      | Don't Bore Us, Get to the Chorus!                      |
| 1995                                                                      | «You Don’t Understand Me»                                   | —  | 25 | 35    | 42 | 44 | —  | — | 18 | —  | 19 | —  | —  | —  | 7  | —   | —  | —  | —  | 9  |                                                                                      | Don't Bore Us, Get to the Chorus!                      |
| 1996                                                                      | «June Afternoon»                                            | —  | —  | 33    | 52 | 57 | —  | — | —  | 76 | —  | —  | —  | —  | —  | —   | —  | —  | 35 | 24 |                                                                                      | Don't Bore Us, Get to the Chorus!                      |
| 1996                                                                      | «She Doesn’t Live Here Anymore»                             | —  | —  | —     | —  | 86 | —  | — | —  | —  | —  | —  | —  | —  | —  | —   | —  | —  | —  | —  |                                                                                      | Don't Bore Us, Get to the Chorus!                      |
| 1996                                                                      | «Un Día Sin Ti»                                             | —  | —  | —     | —  | —  | —  | — | —  | —  | —  | —  | —  | —  | —  | —   | —  | —  | —  | —  |                                                                                      | Baladas en Español                                     |
| 1997                                                                      | «No Sé Si Es Amor»                                          | —  | —  | —     | —  | —  | —  | — | —  | —  | —  | —  | —  | —  | —  | —   | —  | —  | —  | —  |                                                                                      | Baladas en Español                                     |
| 1999                                                                      | «Wish I Could Fly»                                          | —  | 11 | 18    | 11 | 26 | —  | — | 8  | —  | 35 | —  | 13 | —  | 9  | 80  | —  | 27 | 12 | 4  |                                                                                      | Have a Nice Day                                        |
| 1999                                                                      | «Anyone»                                                    | —  | —  | 30    | —  | 62 | —  | — | —  | —  | 73 | —  | —  | —  | —  | —   | —  | —  | 30 | 35 |                                                                                      | Have a Nice Day                                        |
| 1999                                                                      | «Stars»                                                     | —  | —  | 45    | 56 | 23 | —  | — | —  | —  | 74 | —  | 11 | —  | 9  | —   | —  | —  | 28 | 13 | Список - ШВЕ: Золотой                                                                | Have a Nice Day                                        |
| 1999                                                                      | «Salvation»                                                 | —  | —  | —     | —  | 80 | —  | — | —  | —  | —  | —  | —  | —  | 18 | —   | —  | —  | —  | 46 |                                                                                      | Have a Nice Day                                        |
| 2001                                                                      | «The Centre of the Heart»                                   | —  | 30 | 21/17 | —  | 31 | —  | 7 | 38 | —  | 74 | —  | —  | —  | 13 | —   | —  | —  | 28 | 1  | Список - ШВЕ: Платиновый                                                             | Room Service                                           |
| 2001                                                                      | «Real Sugar»                                                | —  | —  | —     | —  | 96 | —  | — | —  | —  | —  | —  | —  | —  | —  | —   | —  | —  | 72 | 23 |                                                                                      | Room Service                                           |
| 2001                                                                      | «Milk and Toast and Honey»                                  | —  | —  | 49/8  | —  | 54 | —  | — | —  | —  | 80 | —  | —  | —  | —  | —   | —  | —  | 29 | 21 |                                                                                      | Room Service                                           |
| 2002                                                                      | «A Thing About You»                                         | —  | 39 | 39    | —  | 37 | —  | — | 44 | —  | 88 | —  | —  | —  | —  | —   | —  | —  | 35 | 14 |                                                                                      | The Ballad Hits                                        |
| 2003                                                                      | «Opportunity Nox»                                           | —  | —  | —     | —  | 69 | —  | — | —  | —  | —  | —  | —  | —  | —  | —   | —  | —  | 87 | 11 |                                                                                      | The Pop Hits                                           |
| 2005                                                                      | «Fading Like a Flower» (Dancing DJs vs Roxette)             | —  | —  | —     | 18 | —  | 13 | — | —  | —  | —  | —  | —  | —  | 13 | —   | —  | —  | —  | 41 |                                                                                      |                                                        |
| 2006                                                                      | «The Rox Medley»                                            | —  | —  | —     | —  | —  | —  | — | —  | —  | —  | —  | 19 | —  | —  | —   | —  | —  | —  | —  |                                                                                      |                                                        |
| 2006                                                                      | «One Wish»                                                  | —  | 56 | —     | —  | 50 | —  | 3 | —  | 96 | —  | —  | —  | —  | 5  | —   | —  | —  | 56 | 2  |                                                                                      | A Collection of Roxette Hits: Their 20 Greatest Songs! |
| 2007                                                                      | «Reveal»                                                    | —  | —  | —     | —  | —  | —  | — | —  | —  | —  | —  | —  | —  | —  | —   | —  | —  | —  | 59 |                                                                                      | A Collection of Roxette Hits: Their 20 Greatest Songs! |
| 2011                                                                      | «She’s Got Nothing On (But the Radio)»                      | —  | 9  | 34    | —  | 10 | —  | — | —  | —  | —  | —  | —  | —  | —  | —   | —  | 30 | 19 | —  |                                                                                      | Charm School                                           |
| 2011                                                                      | «Speak to Me»                                               | —  | —  | —     | —  | —  | —  | — | —  | —  | —  | —  | —  | —  | —  | —   | —  | —  | —  | —  |                                                                                      | Charm School                                           |
| 2011                                                                      | «Way Out»                                                   | —  | —  | —     | —  | —  | —  | — | —  | —  | —  | —  | —  | —  | —  | —   | —  | —  | —  | —  |                                                                                      | Charm School                                           |
| 2012                                                                      | «It’s Possible»                                             | —  | —  | —     | —  | 64 | —  | — | —  | —  | —  | —  | —  | —  | —  | —   | —  | —  | —  | —  |                                                                                      | Travelling                                             |
| 2012                                                                      | «The Sweet Hello, The Sad Goodbye»                          | —  | —  | —     | —  | —  | —  | — | —  | —  | —  | —  | —  | —  | —  | —   | —  | —  | —  | —  |                                                                                      |                                                        |
| Знак «—» означает, что сингл не попал в чарт или не был выпущен в стране. |                                                             |    |    |       |    |    |    |   |    |    |    |    |    |    |    |     |    |    |    |    |                                                                                      |                                                        |

## Видеоальбомы
| 1987                                                                       | Sweden Live - Дата выхода: 17 февраля - Лейбл: EMI - Форматы: VHS, LD                                                                         | — | — | — | — | — | — | — | — | — | — |                       |
| 1989                                                                       | Look Sharp Live - Дата выхода: 17 февраля - Лейбл: Picture Music International - Формат: VHS                                                  | — | — | — | — | — | — | — | — | — | — | Список - СОЕ: Золотой |
| 1991                                                                       | The Videos - Дата выхода: 16 ноября - Лейбл: Picture Music International - Форматы: VHS, LD                                                   | — | — | — | — | — | — | — | — | — | — | Список - ГЕР: Золотой |
| 1992                                                                       | Live-Ism - Дата выхода: 5 октября - Лейбл: Picture Music International - Форматы: VHS, LD                                                     | — | — | — | — | — | — | — | — | — | — |                       |
| 1995                                                                       | Don’t Bore Us — Get To The Chorus! Roxette’s Greatest Video - Дата выхода: 20 декабря - Лейбл: Picture Music International - Форматы: VHS, LD | — | — | — | — | — | — | — | — | — | — |                       |
| 1996                                                                       | Crash! Boom! Live! — The Johannesburg Concert - Дата выхода: 19 сентября - Лейбл: Picture Music International - Форматы: VHS, LD              | — | — | — | — | — | — | — | — | — | — |                       |
| 2001                                                                       | All Videos Ever Made & More! (The Complete Collection 1987—2001) - Дата выхода: 26 ноября - Лейблы: Roxette Recordings, EMI - Формат: DVD     | — | — | — | — | — | — | — | — | — | 1 |                       |
| 2003                                                                       | Ballad & Pop Hits — The Complete Video Collection - Дата выхода: Ноябрь - Лейбл: EMI - Формат: DVD                                            | — | — | — | — | — | — | — | — | — | — |                       |
| 2013                                                                       | Roxette Live Travelling the World - Дата выхода: Декабрь - Лейбл: Parlophone Records - Формат: DVD, Blu-ray                                   | — | — | — | — | — | — | — | — | — | 4 |                       |
| Знак «—» означает, что альбом не попал в чарт или не был выпущен в стране. | |   |   |   |   |   |   |   |   |   |   |                       |

## Видеоклипы
| Год                | Песня                                         | Режиссёр(ы)                     |
| ------------------ | --------------------------------------------- | ------------------------------- |
|                    | «Neverending Love»                            | Рикард Петрелиус                |
| «Soul Deep»        |                                               | Рикард Петрелиус                |
| «I Call Your Name» | Йероен Кампхофф                               |                                 |
| 1989               | «The Look»                                    | Питер Хит                       |
| 1989               | «Dressed for Success»                         | Питер Хит                       |
| 1989               | «Listen to Your Heart»                        | Дуг Фрил                        |
| 1989               | «Dangerous»                                   | Дуг Фрил                        |
| 1990               | «It Must Have Been Love»                      | Дуг Фрил                        |
| 1991               | «Joyride»                                     | Дуг Фрил                        |
| 1991               | «Fading Like a Flower (Every Time You Leave)» | Дуг Фрил                        |
| 1991               | «Spending My Time»                            | Уэйн Айшем                      |
| 1991               | «The Big L»                                   | Андерс Ског                     |
| 1992               | «(Do You Get) Excited?»                       | Уэйн Айшем                      |
| 1992               | «Church of Your Heart»                        | Уэйн Айшем                      |
| 1992               | «How Do You Do!»                              | Андерс Ског                     |
| 1992               | «Queen of Rain»                               | Мэтт Мюррей                     |
| 1993               | «Fingertips '93»                              | Юнас Окерлунд                   |
| 1993               | «Almost Unreal»                               | Майкл Гехеган                   |
| 1994               | «Sleeping in My Car»                          | Майкл Гехеган                   |
| 1994               | «Crash! Boom! Bang!»                          | Майкл Гехеган                   |
| 1994               | «Fireworks»                                   | Майкл Гехеган                   |
| 1994               | «Run to You»                                  | Юнас Окерлунд                   |
| 1995               | «Vulnerable»                                  | Юнас Окерлунд                   |
| 1995               | «You Don’t Understand Me»                     | Грег Масуак                     |
| 1996               | «June Afternoon»                              | Юнас Окерлунд                   |
| 1997               | «Un Día Sin Ti (Spending My Time)»            | Юнас Окерлунд                   |
| 1999               | «Salvation»                                   | Антон Корбейн                   |
| 1999               | «Wish I Could Fly»                            | Юнас Окерлунд                   |
| 1999               | «Anyone»                                      | Юнас Окерлунд                   |
| 1999               | «Stars»                                       | Антон Корбейн                   |
| 2001               | «The Centre of the Heart»                     | Юнас Окерлунд                   |
| 2001               | «Real Sugar»                                  | Йеспер Хиро                     |
| 2001               | «Milk and Toast and Honey»                    | Йеспер Хиро                     |
| 2002               | «A Thing About You»                           | Юнас Окерлунд                   |
| 2003               | «Opportunity Nox»                             | Кристофер Диос                  |
| 2006               | «One Wish»                                    | Юнас Окерлунд                   |
| 2011               | «She’s Got Nothing On (But the Radio)»        | Матс Удд                        |
| 2011               | «Way Out»                                     | Магнус Орлюнд, Микаэль Сэндберг |
| 2011               | «Speak to Me»                                 | Микаэль Сэндберг                |
| 2011               | «No One Makes It on Her Own»                  | Таня Раш                        |
| 2012               | «It’s Possible»                               | Дэвид Норд                      |
| 2012               | «The Sweet Hello, The Sad Goodbye»            |                                 |

## Саундтреки
| Год  | Фильм                                  | Альбом                                                     | Песня                                            |
| ---- | -------------------------------------- | ---------------------------------------------------------- | ------------------------------------------------ |
| 1990 | «Красотка»                             | Pretty Woman (Original Motion Picture Soundtrack)          | «It Must Have Been Love»                         |
| 1993 | «Супербратья Марио»                    | Super Mario Bros. (Original Motion Picture Soundtrack)     | «Almost Unreal»                                  |
| 1994 | «Бесконечная история»                  | Die Unendliche Geschichte III: Rettung Aus Fantasien       | «Crash! Boom! Bang!»                             |
| 1995 | Der Clan Der Anna Voss                 | Der Clan Der Anna Voss (Soundtrack)                        | «Queen of Rain»                                  |
| 2001 | DDRMAX: Dance Dance Revolution 6th Mix | DDRMAX: Dance Dance Revolution 6th Mix Original Soundtrack | «The Centre of the Heart (Stonebridge Club Mix)» |